# Municipio de Gamble
El municipio de Gamble  (en inglés: Gamble Township) es un municipio ubicado en el condado de Lycoming en el estado estadounidense de Pensilvania. En el año 2000 tenía una población de 854 habitantes y una densidad poblacional de 7.1 personas por km².

## Geografía
El municipio de Gamble se encuentra ubicado en las coordenadas 41°23′42″N 76°57′27″O / 41.39500, -76.95750.

## Demografía
Según la Oficina del Censo en 2000 los ingresos medios por hogar en la localidad eran de $39,028 y los ingresos medios por familia eran $42,054. Los hombres tenían unos ingresos medios de $31,705 frente a los $20,000 para las mujeres. La renta per cápita para la localidad era de $18,867. Alrededor del 9,1% de la población estaban por debajo del umbral de pobreza.